# 이집트 공화국
이집트 공화국(아랍어: جمهورية مصر 줌후리야트 미스르[*])은 1953년 이집트 왕국이 무너졌을 때부터, 이집트가 1958년에 시리아와 병합하여 아랍 연합 공화국을 형성하였을 때까지를 말한다.